# Irma Urteaga
Irma Urteaga (* 7. März 1929 in San Nicolás de los Arroyos; † 14. Februar 2022 in Buenos Aires) war eine argentinische Komponistin und Pianistin.

## Leben
Urteaga studierte am Konservatorium von Buenos Aires Klavier bei María Lucrecia Madariaga de Gilardi, Josefa Hernandorena und Jorge Fanelli, Komposition bei Roberto Caamaño und Valdo Sciammarella, Instrumentation bei Roberto García Morillo und Musikgeschichte bei Carlos Sufern und Alicia Terzian. Sie erhielt hier 1959 den Titel einer Professorin für Klavier und 1971 die Goldmedaille im Fach Komposition. Eine Ausbildung in Chor- und Orchesterleitung erhielt sie bei Jacobo Ficher, Enrico Sivieri, Jorge Fontenla und Carlos Malloyer am Instituto Superior de Arte des Teatro Colón. Privaten Unterricht nahm sie zudem bei Isaac Weinstein und Roberto Kinsky.
Sie unterrichtete am Conservatorio Nacional de Música Carlos López Buchardo und am Instituto Superior de Arte. Am Teatro Colón wirkte sie als Maestra Interna und Leiterin (1974–77) und Direktorin des Opernworkshops. Für die Fundación Opera del Ecuador organisierte sie die Spielsaisons von 1986 bis 1988 in Quito, Guayaquil und Cuenca.
Außerdem war sie Vizesekretärin (1973–1980) und Vizepräsidentin (1997–2003) der Asociación Argentina de Compositores, Sekretärin des Consejo Argentino de la Música (CAMU, 1985–1993) und Vizepräsidentin des Foro Argentino de Compositoras (FADEC). Sie komponierte eine Oper und Ballette, Orchesterwerke, Kammermusik, Klavier- und Chorwerke und Lieder.
Urteaga starb am 14. Februar 2022 im Alter von 92 Jahren in der argentinischen Hauptstadt Buenos Aires.

## Werke
- Dos canciones, Text Juan Francisco Giacobbe, 1967
- Cuarteto de cuerdas, 1969
- Ámbitos, Ballett, 1970
- Paolo e Francesca für Sopran, Tenor, Kammerorchester und Perkussion, 1971
- L'Inferno für gemischten Chor, Perkussion und Streicher nach Dante, 1971
- Existenciales, Lieder nach Alfonsina Storni, 1974
- Designios für Flöte, Klarinette, Viola und Klavier, 1976
- Expectación für Sopran und gemischten Chor, Text: Clelia Costa Lima, 1977
- Turbulencias für Violine und Klavier, 1979
- Ambitos, Ballett, 1986
- Sueños de Yerma für Mezzosopran, Flöte, Klarinette, Violine, Cello und Klavier, Text: Federico García Lorca, 1986, 1987
- La Maldolida Oper, Libretto von Alberto Dimant und Liliana González Ledo, 1987, 1990, 2002
- Motivos de pecera nach einem Lied von Ana Lucía Frega für Kinderchor, Flöte und Klavier, 1989
- El mundo del ser für Mezzosopran und Orchester, Text Eva Frías, 1989–1990
- Luz de Mundos für vierstimmigen gemischten Chor, Text: Irene Gruss, 1990
- Los alumbramientos, Kantate für Kinderchor und Streichorchester, 1992
- Himno al Colegio lied nach Eva Frías, 1992
- Enigma de la palabra, Lieder nach Antonio Requeni, 1993
- Cánticos para soñar, Texte von Ofelia Sussel-Marie und Eva Frías, 1993
- A través für Kontrabass und Klavier, 1993
- Engarces en tres cuadros für Saxophon, Violine und Klavier, 1994
- Concierto para marimba y orquesta, 1995
- Tiempo de memorias für Klarinette, Cello und Klavier, 1996, 1998
- Cánticos para soñar für Sopran und Streichorchester, 1998
- Aquellos Villancicos... für vierstimmigen Chor, Text Liliana D’Albyni, 1999
- Aquellos Villancicos... für Sopran und vierstimmigen Chor, Lilly Verástegui gewidmet, 1999
- La Ventana, Ballett, 2000
- Todavía Buenos Aires für Saxophonquartett, 2000
- Los Alumbramientos, Ballett, 2001
- Tangoforte für Violine, Horn und Klavier, 2003
- Haiku del Mar für Sprecher, Sopran, Oboe und Perkussion, Text: José González Ledo, 2003
- Mar verde, verde... für Sopran, Bariton und Perkussion, Text: José González Ledo, 2004
- La Mariposa en el Pozo für Mezzosopran und Cello, Text: Eva Frías, 2005
- Cordamantes für Violine und Viola d’amore, 2006
- Silencio de alas, amor y sombras, Lieder nach Daniel Dei, 2007